# Maxillariella
Maxillariella es un género con 46 especies de orquídeas epifitas que anteriormente, algunas de ellas, estuvieron clasificadas en el género Maxillaria.  Es originario de México hasta Sudamérica tropical.

## Especies
- Maxillariella acervata (Rchb.f.) M.A.Blanco & Carnevali, Lankesteriana 7: 528 (2007).
- Maxillariella alba (Hook.) M.A.Blanco & Carnevali, Lankesteriana 7: 528 (2007).
- Maxillariella anceps (Ames & C.Schweinf.) M.A.Blanco & Carnevali, Lankesteriana 7: 528 (2007).
- Maxillariella appendiculoides (C.Schweinf.) M.A.Blanco & Carnevali, Lanketeriana 7: 528 (2007).
- Maxillariella arbuscula (Lindl.) M.A.Blanco & Carnevali, Lankesteriana 7: 52 (2007).
- Maxillariella brevifolia (Lindl.) M.A.Blanco & Carnevali, Lankesteriana 7: 528 (2007).
- Maxillariella caespitifica (Rchb.f.) M.A.Blanco & Carnevali, Lankesteriana 7: 528 (2007).
- Maxillariella cassapensis (Rchb.f.) M.A.Blanco & Carnevali, Lankesteriana 7: 528 (2007).
- Maxillariella caucana (Schltr.) M.A.Blanco & Carnevali, Lankesteriana 7: 528 (2007).
- Maxillariella cobanensis (Schltr.) M.A.Blanco & Carnevali, Lankesteriana 7: 528 (2007).
- Maxillariella costaricensis (Schltr.) M.A.Blanco & Carnevali, Lankesteriana 7: 528 (2007).
- Maxillariella curtipes (Hook.) M.A.Blanco & Carnevali, Lankesteriana 7: 528 (2007).
- Maxillariella densifolia (Poepp. & Endl.) M.A.Blanco & Carnevali, Lankesteriana 7: 528 (2007).
- Maxillariella diuturna (Ames & C.Schweinf.) M.A.Blanco & Carnevali, Lankesteriana 7: 528 (2007).
- Maxillariella elatior (Rchb.f.) M.A.Blanco & Carnevali, Lankesteriana 7: 528 (2007).
- Maxillariella estradae (Dodson) M.A.Blanco & Carnevali, Lankesteriana 7: 528 (2007).
- Maxillariella funicaulis (C.Schweinf.) M.A.Blanco & Carnevali, Lankesteriana 7: 528 (2007).
- Maxillariella graminifolia (Kunth) M.A.Blanco & Carnevali, Lankesteriana 7: 528 (2007).
- Maxillariella guareimensis (Rchb.f.) M.A.Blanco & Carnevali, Lankesteriana 7: 528 (2007).
- Maxillariella houtteana (Rchb.f.) M.A.Blanco & Carnevali, Lankesteriana 7: 528 (2007).
- Maxillariella infausta (Rchb.f.) M.A.Blanco & Carnevali, Lankesteriana 7: 529 (2007).
- Maxillariella lawrenceana (Rolfe) M.A.Blanco & Carnevali, Lankesteriana 7: 529 (2007).
- Maxillariella linearifolia (Ames & C.Schweinf.) M.A.Blanco & Carnevali, Lankesteriana 7: 529 (2007).
- Maxillariella longibracteata (Lindl.) M.A.Blanco & Carnevali, Lankesteriana 7: 529 (2007).
- Maxillariella mexicana (J.T.Atwood) M.A.Blanco & Carnevali, Lankesteriana 7: 529 (2007).
- Maxillariella microdendron (Schltr.) M.A.Blanco & Carnevali, Lankesteriana 7: 529 (2007).
- Maxillariella nitidula (Rchb.f.) M.A.Blanco & Carnevali, Lankesteriana 7: 529 (2007).
- Maxillariella oreocharis (Schltr.) M.A.Blanco & Carnevali, Lankesteriana 7: 529 (2007).
- Maxillariella pardalina (Garay) M.A.Blanco & Carnevali, Lankesteriana 7: 529 (2007).
- Maxillariella pastensis (Rchb.f.) M.A.Blanco & Carnevali, Lankesteriana 7: 529 (2007).
- Maxillariella ponerantha (Rchb.f.) M.A.Blanco & Carnevali, Lankesteriana 7: 529 (2007).
- Maxillariella procurrens (Lindl.) M.A.Blanco & Carnevali, Lankesteriana 7: 529 (2007).
- Maxillariella prolifera (Sw.) M.A.Blanco & Carnevali, Lankesteriana 7: 529 (2007).
- Maxillariella purpurata (Lindl.) M.A.Blanco & Carnevali, Lankesteriana 7: 529 (2007).
- Maxillariella robusta (Barb.Rodr.) M.A.Blanco & Carnevali, Lankesteriana 7: 529 (2007).
- Maxillariella sanguinea (Rolfe) M.A.Blanco & Carnevali, Lankesteriana 7: 529 (2007).
- Maxillariella spilotantha (Rchb.f.) M.A.Blanco & Carnevali, Lankesteriana 7: 529 (2007).
- Maxillariella stenophylla (Rchb.f.) M.A.Blanco & Carnevali, Lankesteriana 7: 530 (2007).
- Maxillariella stictantha (Schltr.) M.A.Blanco & Carnevali, Lankesteriana 7: 530 (2007).
- Maxillariella tenuifolia (Lindl.) M.A.Blanco & Carnevali, Lankesteriana 7: 530 (2007).
- Maxillariella tuerckheimii (Schltr.) M.A.Blanco & Carnevali, Lankesteriana 7: 530 (2007).
- Maxillariella variabilis (Bateman ex Lindl.) M.A.Blanco & Carnevali, Lankesteriana 7: 530 (2007).
- Maxillariella vinosa (Rolfe) M.A.Blanco & Carnevali, Lankesteriana 7: 530 (2007).
- Maxillariella vulcanica (F.Lehm. & Kraenzl.) M.A.Blanco & Carnevali, Lankesteriana 7: 530 (2007).
- Maxillariella xanthorhoda (Schltr.) M.A.Blanco & Carnevali, Lankesteriana 7: 530 (2007).
- Maxillariella × yucatanensis (Carnevali & R.Jiménez) M.A.Blanco & Carnevali, Lankesteriana 7: 530 (2007).